# Angela Jansen
Angela Jansen (nascida em 1929), também conhecida como Angela Bing Jansen, é uma pintora, escultora, gravurista e fotógrafa americana. Jansen é conhecida principalmente pelas suas gravuras.
Jansen estudou no Brooklyn College, graduando-se em arte e design na década de 1950. Na mesma época teve aulas de arte na Brooklyn Museum Art School. No início da década de 1950 Jansen foi convidada por Stanley Hayter a trabalhar no Atelier 17, um estúdio de gravuras em Nova York.
O seu trabalho encontra-se incluído nas colecções do Art Institute of Chicago, da Tate Gallery, em Londres, da National Gallery of Art, em Washington, e do Museum of Modern Art, em Nova York.